# Alba Galocha
Alba Galocha Vallejo (Santiago de Compostela, 17 de enero de 1990) es una modelo, actriz y bloguera española.

## Trayectoria
De madre productora y padre profesor de diseño gráfico en la Universidad de Santiago de Compostela, en 2008 se mudó a Madrid y comenzó a estudiar diseño de moda en el Istituto Europeo di Design. En 2010 comenzó su carrera como modelo protagonizando el catálogo de la marca española Malababa y en 2011 abrió su propio blog de moda para Vogue.es llamado Tea Time.
En 2012 recibió el premio a mejor modelo en la semana de la moda de Madrid. Una foto suya con el actor Hugo Silva apareció en la portada de la edición de septiembre de la revista española Vanidad. Entre 2013 y 2014 fue imagen de marcas como Loewe y Louis Vuitton. También actuó en varias películas españolas. Fue fotografiada para las revistas Self Service y Jalouse.

## Filmografía
| Año  | Título                                              | Personaje            | Notas               |
| ---- | --------------------------------------------------- | -------------------- | ------------------- |
| 2014 | Jewel Power for Freedom lovers                      | Protagonista         | Cortometraje        |
| 2016 | El hombre de las mil caras                          | Beatriz García Paesa |                     |
| 2016 | No culpes al karma de lo que te pasa por gilipollas | Lu                   |                     |
| 2016 | Plan de fuga                                        | Helena               |                     |
| 2017 | Si tu voyais son coeur                              | María                |                     |
| 2017 | La zona                                             | Zoe Montero          | Serie de televisión |
| 2019 | The Spanish Princess                                | Reina Juana          | Serie de televisión |
| 2019 | Nuestra calle                                       |                      | Cortometraje        |
| 2020 | Néboa                                               | Vega                 | Serie de televisión |
| 2024 | La sombra del tiburón                               | Alma                 |                     |
| 2024 | Justicia artificial                                 | Alicia               |                     |